# Giáo phận Bandung
Giáo phận Bandung (tiếng Indonesia: Keuskupan Bandung; tiếng Latinh: Dioecesis Bandungensis) là một giáo phận của Giáo hội Công giáo Rôma trực thuộc Tổng giáo phận Jakarta, với tòa giám mục đặt tại thành phố Bandung trên đảo Java, Indonesia.

## Địa giới
Địa giới giáo phận bao gồm các lãnh thổ sau ở phía đông tỉnh Tây Java thuộc Indonesia:
- Các huyện Bandung, Tây Bandung, Garut, Indramayu, Karawang, Kuningan, Majalengka, Purwakarta, Subang, Sumedang, Tasikmalaya, Ciamis và Cirebon;
- Các thành phố Bandung, Cirebon, Cimahi, Tasikmalaya và Banjar:

Tòa giám mục và Nhà thờ chính tòa Thánh Phêrô của giáo phận được đặt tại thành phố Bandung.
Giáo phận bao phủ diện tích 22.883 km² và được chia thành 28 giáo xứ.

## Lịch sử
Hạt Phủ doãn Tông tòa Bandung được thành lập vào ngày 20/4/1932 theo đoản sắc Romanorum Pontificum của Giáo hoàng Piô XI, trên phần lãnh thổ tách ra từ Hạt Đại diện Tông tòa Batavia (nay là Tổng giáo phận Jakarta).
Vào ngày 16/10/1941 Hạt Phủ doãn Tông tòa được nâng cấp thành một Hạt Đại diện Tông tòa theo tông sắc Quae rei catholicae của Giáo hoàng Piô XII.
Vào ngày 3/1/1961 Hạt Đại diện Tông tòa được nâng cấp thành một giáo phận theo tông sắc Quod Christus của Giáo hoàng Gioan XXIII.

## Giám mục quản nhiệm
Các giai đoạn trống tòa không quá 2 năm hay không rõ ràng bị loại bỏ.
- Jacques Hubert Goumans, O.S.C. † (27/5/1932 - 3/3/1951 từ nhiệm)
- Pierre Marin Arntz, O.S.C. † (10/1/1952 - 25/4/1984 qua đời)
- Alexander Soetandio Djajasiswaja † (2/7/1984 - 19/1/2006 qua đời)
  - Trống tòa (2006-2008)
- Gioan Maria Trilaksyanta Pujasumarta † (17/5/2008 - 12/11/2010 được bổ nhiệm làm Tổng giám mục Tổng giáo phận Semarang)
  - Trống tòa (2010-2014)[1]
- Antôn Phanxicô Subianto Bunyamin, O.S.C., dal 3 giugno 2014

## Thống kê
Đến năm 2020, giáo phận có 102.060 giáo dân trên dân số tổng cộng 30.988.000, chiếm 0,3%.
| Năm  | Dân số   | Dân số     | Dân số | Linh mục      | Linh mục       | Linh mục      | Linh mục                | Phó tế | Tu sĩ     | Tu sĩ    | Giáo xứ |
| Năm  | giáo dân | tổng cộng  | %      | linh mục đoàn | linh mục triều | linh mục dòng | tỉ lệ giáo dân/linh mục | Phó tế | nam tu sĩ | nữ tu sĩ | Giáo xứ |
| ---- | -------- | ---------- | ------ | ------------- | -------------- | ------------- | ----------------------- | ------ | --------- | -------- | ------- |
| 1950 | 16.570   | 6.532.457  | 0,3    | 29            | 1              | 28            | 571                     |        | 9         | 137      |         |
| 1970 | 28.796   | 11.065.330 | 0,3    | 39            | 3              | 36            | 738                     |        | 44        | 171      |         |
| 1980 | 42.321   | 15.340.000 | 0,3    | 53            | 1              | 52            | 798                     |        | 87        | 135      |         |
| 1990 | 65.150   | 17.915.000 | 0,4    | 60            | 4              | 56            | 1.085                   |        | 131       | 129      | 72      |
| 1999 | 83.170   | 26.000.000 | 0,3    | 76            | 14             | 62            | 1.094                   |        | 208       | 135      | 68      |
| 2000 | 90.939   | 19.900.000 | 0,5    | 83            | 16             | 67            | 1.095                   |        | 210       | 160      | 62      |
| 2001 | 88.263   | 24.000.000 | 0,4    | 77            | 18             | 59            | 1.146                   |        | 167       | 146      | 63      |
| 2002 | 94.569   | 25.000.000 | 0,4    | 80            | 20             | 60            | 1.182                   |        | 184       | 147      | 65      |
| 2003 | 96.954   | 25.000.000 | 0,4    | 88            | 21             | 67            | 1.101                   |        | 192       | 141      | 65      |
| 2004 | 96.864   | 35.000.000 | 0,3    | 76            | 20             | 56            | 1.274                   |        | 147       | 156      | 65      |
| 2006 | 102.035  | 40.000.000 | 0,3    | 80            | 27             | 53            | 1.275                   |        | 113       | 159      | 65      |
| 2012 | 87.247   | 27.018.000 | 0,3    | 106           | 34             | 72            | 823                     |        | 139       | 153      | 23      |
| 2015 | 100.625  | 29.018.059 | 0,3    | 111           | 35             | 76            | 906                     |        | 119       | 117      | 24      |
| 2018 | 97.793   | 30.353.840 | 0,3    | 115           | 36             | 79            | 850                     |        | 107       | 153      | 26      |
| 2020 | 102.060  | 30.988.000 | 0,3    | 127           | 38             | 89            | 803                     |        | 134       | 117      | 28      |